# Кореївці
Кореївці (словац. Korejovce) — село в Словаччині, Свидницькому окрузі Пряшівського краю. Розташоване в північно-східній частині Словаччини.
Уперше згадується у 1600 році.

## Географія
Протікає Гришов потік.

## Пам'ятки
У селі є греко-католицька дерев'яна церква Покрови Пресвятої Богородиці (тзв. лемківського типу) з 1761-1764 років, оновлена після 1947 року, та в 1969—1971 роках. Перебудована у 2000 році. З 1963 року разом з дерев'яною дзвінницею національна культурна пам'ятка.

## Населення
| Рік:            | 1994. | 2004. | 2014.    | 2024.    |
| --------------- | ----- | ----- | -------- | -------- |
| Кількість осіб: | 66    | 66    | 79       | 69       |
| Різниця:        |       | +0 %  | +19,69 % | -12,65 % |

| Рік:            | 2023. | 2024.   |
| --------------- | ----- | ------- |
| Кількість осіб: | 71    | 69      |
| Різниця:        |       | -2,81 % |

В селі проживає 59 осіб.
Національний склад населення (за даними останнього перепису населення — 2001 року):
- словаки — 72,86 %
- русини — 27,14 %

Склад населення за приналежністю до релігії станом на 2001 рік:
- греко-католики — 91,43 %,
- римо-католики — 7,14 %,